# Peter Carl von Hohenthal
Peter Carl Freiherr von Hohenthal, seit 1790 Graf von Hohenthal (* 24. September 1784; † 1856) war königlich-sächsischer Geheimer Finanzrat, Floßoberaufseher, Kreishauptmann des Meißnischen Kreises und nach dem Tod seines Vaters ab 1825 Standesherr auf Königsbrück und Erb-, Lehn- und Gerichtsherr auf Döbernitz und Kossa (bis 1829).

## Leben
Er war der Sohn aus der ersten Ehe von Peter Carl Wilhelm Graf von Hohenthal mit Christiane Sophie geb von Watzdorff (1759–1814). 1804 heiratete Peter Carl von Hohenthal in Glauschnitz Julie Karoline Sophie von Unruh. Aus der Ehe gingen zwei Kinder hervor: Karoline Agnes von Hohenthal (1805–1820) und Peter Alfred von Hohenthal (1806–1860) hervor. Der mit Charlotte Louise Prinzessin Biron von Curland verheiratet war.

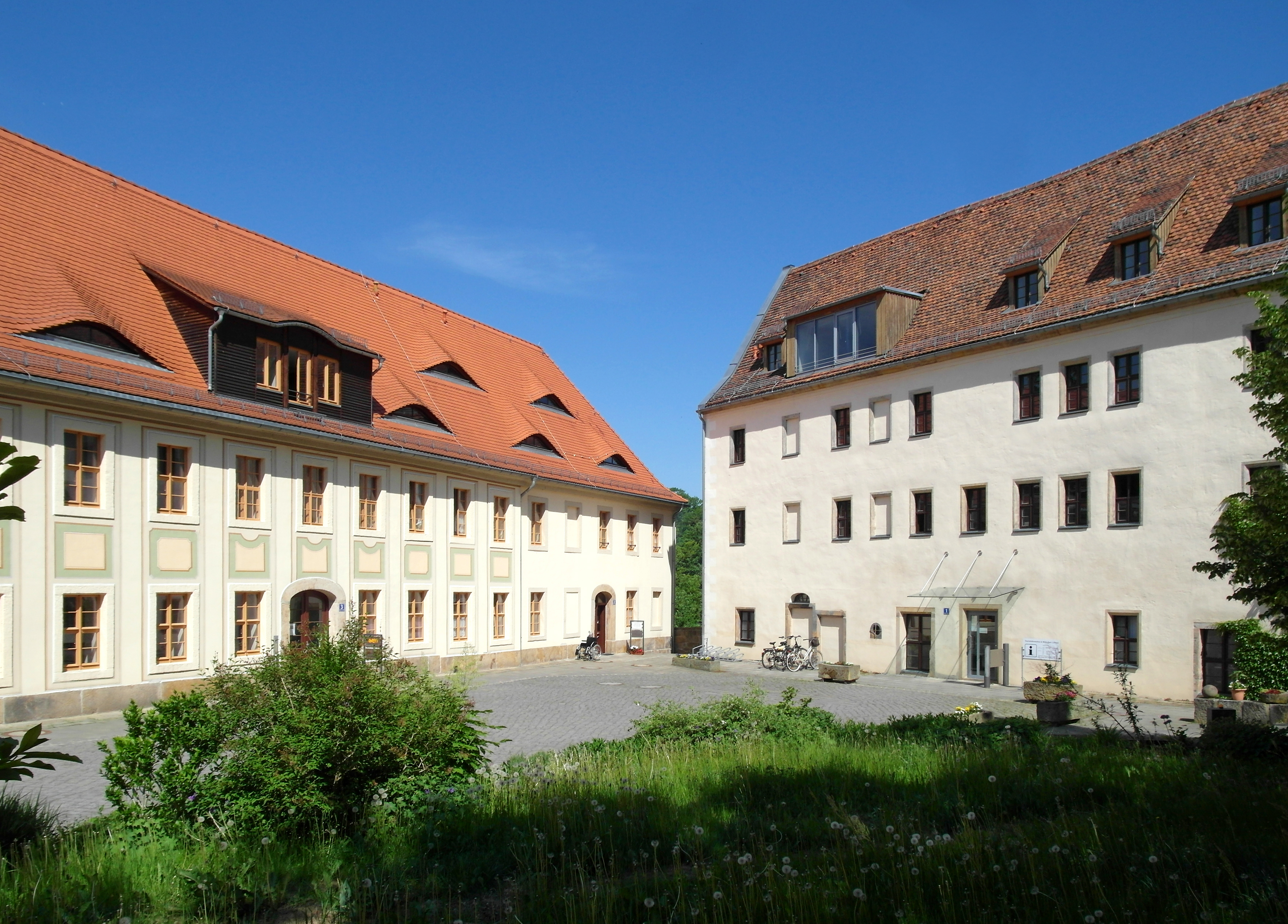
Kammergut Lohmen

Nach Erreichen der Volljährigkeit erhielt er das väterliche Rittergut Glauschnitz. Fast zeitgleich wurde er 1816 Administrator vom Kammergut Lohmen bei Prina.
Nach dem Tod des Vaters übernahm er als ältester Sohn die Standesherrschaft Königsbrück und wurde durch väterliches Testament vom 11. Juni 1822 Besitzer des Rittergutes Döbernitz, das er bereits zuvor in Pacht hatte, und des Mannlehnrittergutes Kossa. Dieses Gut verschenkte er 1829 an seinen Sohn Peter Alfred.